# 3915 Fukushima
3915 Fukushima este un asteroid din centura principală, descoperit pe 15 august 1988 de Masayuki Yanai și Kazuo Watanabe.